# Бородіно (Калінінградська область)
Бородіно (рос. Бородино) — селище Правдинського району, Калінінградської області Росії. Входить до складу Мозирського сільського поселення.
Населення —  14 осіб (2015 рік). 

## Населення
| 2002 | 2010 |
| ---- | ---- |
| 22   | ↘14  |